# Der Tiger Akbar
Der Tiger Akbar ist ein deutscher Spielfilm von und mit Harry Piel aus dem Jahre 1951.

## Handlung
Dompteur Jonny Wilken ist schon lange im Zirkusgeschäft, er hat schon Höhen und Tiefen erlebt. Sein altes Herz wird jedoch wieder jung, als er die blonde Dompteuse Jutta Saris kennenlernt, die sich eine eigene Tigernummer aufgebaut hat. Über ihren Beruf und den Respekt gegenüber den Leistungen als Raubtierdompteur kommen sich beide allmählich näher. Doch da geschieht ein fürchterliches Unglück. 
Juttas Lieblingstiger Akbar wird wegen Jonnys allzu großer Nähe gegenüber seiner Herrin eifersüchtig und stürzt sich, ausgerechnet am Tag beider Eheschließung, mit weitem Sprung auf Jutta. Dabei erdrückt das Gewicht der Großkatze sie derart, dass Jutta wenig später an den erlittenen Quetschungen stirbt. Völlig außer sich vor Zorn und Verlustschmerz stürzt sich Jonny todesmutig in den Tigerkäfig und will Akbar mit eigenen Händen erwürgen. Doch da geschieht etwas völlig unerwartetes: Akbar rollt sich auf den Boden und zeigt damit eine Unterwerfungsgeste. Jonny, davon zutiefst beeindruckt, lässt von dem im Grunde genommen gutartigen Tier ab und verzichtet auf seine Rache.

## Produktionsnotizen
Der Tiger Akbar war der letzte Kinospielfilm Harry Piels. Die Dreharbeiten begannen im Oktober 1950 und zogen sich bis in die ersten Wochen des Jahres 1951 hin. Zu diesem Zeitpunkt hatte sich Piels Gesundheitszustand, der seit der Uraufführung seines letzten vollendeten Films Ende 1938 keinen Film mehr in die Kinos bringen konnte, merklich verschlechtert. 
Die Uraufführung von Der Tiger Akbar erfolgte am 19. April 1951 im Turm-Palast in Frankfurt am Main, am 8. Mai 1951 war die Berliner Erstaufführung. Sechs Monate später wurde der Streifen auch in den Kinos der DDR gezeigt. 1958 kam der Film, stark gekürzt, unter dem Titel Panik im Zirkus Williams erneut in die bundesdeutschen Kinos.
Die Filmbauten stammen von Karl Vollbrecht und Alfred Bütow, den Ton besorgte Bruno Suckau.

## Kritiken
Die Filmkritik sah in Der Tiger Akbar einen traurigen Abgesang auf das einst von Piel aus der Taufe gehobene und zu höchster Blüte gebrachte deutsche Genre des Abenteuer- und Sensationsfilms mit Tieren.
Im Lexikon des internationalen Films heißt es dazu: „Ein von einigen gelungenen Dressur-Aufnahmen abgesehen enttäuschend schwacher und glanzloser Zirkusfilm, dessen melodramatische Momente zur Schnulze geraten.“
Ein anderer Kritiker analysierte die Gründe für den Misserfolg: „Die Stummfilm-Naivität, die hier herrscht, die absurd schlagende Kindlichkeit, mit der der Film hergestellt ist, hat etwas so museal Entwaffnendes, daß böse eigentlich niemand richtig war.“